# El Zancudo
El Zancudo era un periódico colombiano de humor mordaz que circuló en Bogotá entre 1890 y 1891. Fue fundado por Alfredo Greñas Mutis, un periodista y caricaturista liberal radical, y se convirtió en una tribuna de oposición a la política regeneracionista del gobierno conservador de Rafael Núñez. El Zancudo se caracterizaba por ser anti-político y contaba en su diseño con caricaturas y avisos.  
| FECHA DE PUBLICACIÓN | 1891             |
| FECHA DE CIERRE      | 1892             |
| PERIODICIDAD         | Semanal          |
| CIRCULACIÓN          | irregular        |
| LUGAR DE PUBLICACIÓN | Bogota, Colombia |
| DIRECTOR             | Alfredo Greñas   |

| FECHA DE PUBLICACIÓN | 1981               |
| FECHA DE CIERRE      | 1982               |
| PERIODICIDAD         | Semanal            |
| CIRCULACIÓN          | irregular          |
| LUGAR DE PUBLICACIÓN | Bogota, Colombia   |
| DIRECTOR             | Juan Manuel Torres |

## HISTORIA
El Zancudo fue un periódico que circuló en Bogotá durante el período 1890-1891 y que tuvo como una de sus cabezas más visibles a Alfredo Greñas. El título se estableció como una tribuna liberal radical de oposición, crítica y burla a la política regeneracionista, el gobierno y el partido conservador nacionalista. El Zancudo fue un éxito inmediato y llegó a tener una circulación de hasta 5.000 ejemplares. Pese al éxito que logró conseguir el periódico, su crítica mordaz lo llevó a ser censurado por el gobierno. En 1891, Greñas fue arrestado y acusado de injuria y calumnia, fue condenado a un año de prisión, pero logró escapar y exiliarse en Venezuela. El contexto político de la época explica en parte la persecución a Greñas. La regeneración era un movimiento autoritario que no toleraba la crítica y el gobierno de Núñez utilizó la censura y la represión para silenciar a sus opositores, y Greñas fue una víctima de esta política. Greñas fue encarcelado por sus artículos y el periódico fue suspendido. El Zancudo fue reabierto posteriormente por el caricaturista y periodista Juan Manuel Torres. El nuevo periódico se caracterizó por su crítica al gobierno de Rafael Nuñez. Torres era un periodista y caricaturista muy popular en Colombia. Sus caricaturas eran mordaces y atacaban directamente a los líderes políticos y a los problemas sociales del país. Así mismo, se convirtió rápidamente en un periódico muy popular y su crítica al gobierno de Rafael Nuñez lo convirtió en un blanco de la represión del gobierno. En 1892, Juan Manuel Torres fue asesinado. El asesinato de Torres fue un duro golpe para el periódico El Zancudo y este fue cerrado por segunda vez en 1892. El asesinato de Torres y el cierre del periódico fueron un testimonio de la violencia y la represión que se vivían en Colombia en ese momento. 

## CARACTERÍSTICAS
El periódico El Zancudo se caracterizó por las siguientes características: 
Satirismo: El periódico era un medio de expresión satírico, que utilizaba la caricatura y el humor para criticar a los principales líderes políticos y sociales del país. Las caricaturas de El Zancudo eran muy mordaces y atacaban directamente a los políticos, a menudo con humor negro. 
Oposición política: El periódico era un medio de oposición política, que criticaba al gobierno en turno. Las caricaturas y artículos de opinión de El Zancudo eran una crítica directa a las políticas del gobierno, a menudo con un tono sarcástico. 
Represión: El periódico fue objeto de la represión del gobierno en turno, que lo acusó de injuria y calumnia. 

## EJEMPLOS DE CARICATURAS
Algunos ejemplos de caricaturas de Greñas que fueron censuradas por el gobierno de Núñez: 
- En una caricatura, Greñas retrató a Núñez como un gallo cobarde, lo que le valió la ira del presidente.

- En otra caricatura, Greñas criticó la corrupción del gobierno, lo que llevó a su arresto.

- En una tercera caricatura, Greñas se burló de la represión del gobierno, lo que lo obligó a exiliarse.
- Caricatura de Rafael Núñez y Soledad Román (1891): En esta caricatura, Greñas representa a Núñez como un hombre gordo y obeso, mientras que a su esposa la representa como una mujer fea y ridícula.
- Caricatura de la Regeneración (1891): En esta caricatura, Greñas representa a la Regeneración como un tren que se dirige hacia un precipicio. El tren está lleno de personajes corruptos y represores.
- Caricatura de la censura (1892): En esta caricatura, Greñas representa a un censor que está censurando una caricatura de El Zancudo. El censor está representado como un hombre gordo y torpe, que no entiende el significado de la caricatura.

Las caricaturas de Greñas son un testimonio de su compromiso con la libertad de expresión. Su obra sigue siendo relevante hoy en día, en un momento en que la democracia y los derechos humanos están amenazados en todo el mundo. A pesar de su corta vida, El Zancudo es considerado una obra maestra del periodismo satírico colombiano. Su humor y su crítica siguen siendo relevantes hoy en día, y siguen siendo un ejemplo de la lucha por la libertad de expresión en Colombia. 

## VÉASE TAMBIÉN
La caricatura en Colombia
Periodismo liberal en Bogotá

## BIBLIOGRAFIA[3]
- (El Zancudo: periódico cándido, antipolítico, de caraicaturas, costumbres y avisos - n. 34, s. f.)
- Salvador Presas y Alfredo Greñas: El fígaro, El zancudo y la libertad de prensa, Banrepcultural.org (2022)
- El Zancudo: periódico cándido, antipolítico, de caricaturas, costumbres y avisos, Hemeroteca Digital Histórica, Biblioteca Virtual del Banco de la República (2022) [4]
- Salvador Presas y Alfredo Greñas: El fígaro, El zancudo y la libertad de prensa, Banrepcultural.org (2022)
- El asesinato de Juan Manuel Torres: un crimen contra la libertad de prensa, Semana (2022)
- "El Zancudo: un periódico satírico en la Regeneración" de Salvador Presas. Revista Historia Crítica, No. 11, 1993. [5]
- "El Zancudo: un periódico satírico en la década de 1980" de María Teresa Ramírez. Revista Historia y Sociedad, No. 20, 2007. [6]
- "El asesinato de Juan Manuel Torres: un crimen contra la libertad de expresión" de Carlos Melo. Revista El Malpensante, No. 128, 2002. [7]